# La Noguera (Gaià)
La Noguera és un mas a poc més d'un km al nord del nucli de Gaià (el Bages) catalogat a l'Inventari del Patrimoni Arquitectònic de Catalunya. Es tracta d'un edifici civil, una masia (tipus I de la classificació de J. Danés) orientada al sud-oest. L'edifici va tenir una ampliació pel cantó de la façana amb arcs al primer pis. La casa està emmurallada per la façana i al cantó dret. El material de construcció principal és pedra; com també coberta de fusta i rajol. Les finestres estan enreixades. Sobre una porta lateral hi ha la data de 16XX.